# الوهارى (إب)

تعديل مصدري - تعديل

الوهارى هي إحدى قرى عزلة المقاطن بمديرية إب التابعة لمحافظة إب، بلغ تعداد سكانها 341 نسمة حسب تعداد اليمن لعام 2004.